# ガイスカ・ガリターノ
ガイスカ・ガリターノ・アギーレ（Gaizka Garitano Aguirre、1975年7月9日 - ）は、スペイン・バスク州ビルバオ出身の元サッカー選手、現サッカー指導者。現役時代のポジションはMF。2023年よりUDアルメリアの監督を務める。

## 選手経歴
アスレティック・ビルバオのカンテラ出身であり、1993-94シーズン、当時セグンダ・ディビシオンに所属していたアスレティック・ビルバオのBチームでプロデビューを果たした。Bチーム3シーズン目となった1995-96シーズンには、リーグ戦34試合9得点という成績を残し、デビューはできなかったが、トップチームからも招集を受けた。しかし、Bチームはセグンダ・ディビシオンBへと降格したため、翌シーズンはセグンダのUEリェイダへとレンタル移籍をした。
レンタルバック後の1997年9月16日、UEFAカップ1回戦UCサンプドリア戦にて、81分にハビ・ゴンサレスとの途中交代でアスレティック・ビルバオのトップチーム初出場を果たした。このデビュー以降、トップチームでの出番は無く、2001年にCDオウレンセを経てSDエイバルに加入した。
エイバルでは、2001-02シーズンから2004-05シーズンまでの計4シーズン在籍し、公式戦149試合に出場して16得点を記録した。2005-06シーズンから2シーズンはレアル・ソシエダに所属しており、その2005-06シーズンに30歳でラ・リーガデビューを果たした。翌シーズン、クラブはセグンダへと降格してしまうが、ガリターノはチームに1シーズンのみ残った。2009年、デポルティーボ・アラベスで現役を引退した。

## 指導者経歴
2012年6月6日、SDエイバルBを経てSDエイバルの監督に就任した。就任後2シーズン連続でクラブをセグンダ・ディビシオンBからラ・リーガへと昇格させ、監督キャリア初となった2014-15シーズンのラ・リーガでは、前半戦を8位で折り返したが、後半戦は失速して18位に終わりセグンダへと降格する予定だった。しかし、13位のエルチェCFが財政難による降格処分を受けたため、エイバルは辛うじて降格を免れた。このシーズン終了後、監督を退任した。
2016-17シーズン、ラ・リーガのデポルティーボ・ラ・コルーニャの監督に招聘された。しかし、FWのルーカス・ペレスが開幕早々に負傷離脱したことや冬にライアン・バベルがクラブを退団したことでチームの成績は低迷し、第24節のCDレガネス戦に0-4と大敗。降格圏の17位に転落したことで解任された。
2017-18シーズンからはアスレティック・ビルバオのBチームで監督を務めた。2018-19シーズン、トップチームのエドゥアルド・ベリッソ監督が成績不振で解任されると、後任としてBチームの監督だったガリターノに白羽の矢が立った。就任時、降格圏の17位に沈んでいたチームをUEFAヨーロッパリーグ出場権獲得まであと一歩の8位までクラブを押し上げ、翌シーズンもチームの指揮を執ることとなった。2019-20シーズン、開幕守護神にウナイ・シモンを抜擢し、以降はシモンを正GKとした。しかし、リーグラスト5試合でわずか1勝と躓き、またもあと一歩のところでヨーロッパリーグ出場権を逃した。
2021年6月7日、古巣SDエイバルに監督として復帰し、2年契約を交わした。
2023年10月8日、UDアルメリアの監督に就任した。

## タイトル

### 監督
SDエイバル
- セグンダ・ディビシオン : 1回 (2013-14)